# یان فرماک
 یان فِرماک (انگلیسی: Ian Vermaak؛ زادهٔ ۲۸ مارس ۱۹۳۳) یک تنیس‌باز اهل آفریقای جنوبی است.